# 大口似真小鯉
大口似真小鯉（学名：Cyprinella macrostomum）为輻鰭魚綱鯉形目鲤科的其中一種，分布於亞洲底格里斯河及幼發拉底河，棲息在中底層水域。